# باشگاه ورزشی الوثبه
باشگاه ورزشی الوثبه (عربی: نادی الوثبة الریاضی) یک باشگاه فوتبال سوری مستقر در حمص سوریه است. این باشگاه که در سال ۱۹۳۷ تأسیس شد یکی از قدیمی‌ترین باشگاه‌های سوری است.